# Daniel Batman
Daniel Batman (* 20. März 1981 in Melbourne, Victoria; † 26. Juni 2012 in Marrakai, Northern Territory) war ein australischer Sprinter.

## Leben
Batman gehörte 2000 der australischen Delegation bei den Olympischen Sommerspielen in Sydney an, schied jedoch auf aufgrund einer Verletzung, die er sich bei dem Vorlauf über 400 m zugezogen hatte, bereits früh aus. Batman versuchte sich nun im Rugby Union. Nachdem er sechs Monate mit den Brumbies trainiert hatte, ohne eingesetzt zu werden, kehrte er zur Leichtathletik zurück.
2003 wurde er über 400 m Sechster bei den Leichtathletik-Hallenweltmeisterschaften in Birmingham. Bei den Leichtathletik-Weltmeisterschaften in Paris/Saint-Denis in demselben Jahr schied er in der ersten Runde aus. Bei den Leichtathletik-Weltmeisterschaften 2005 in Helsinki erreichte er über 200 m das Halbfinale und belegte mit dem australischen Team den fünften Platz in der 4-mal-100-Meter-Staffel. 2005 und 2008 wurde er bei den australischen Landesmeisterschaften jeweils Australischer Meister über 200 m. Bei den Commonwealth Games 2006 in Melbourne wurde er über 200 m wurde er Elfter.
Batman war seit 2001 mit Nova Peris verheiratet, die ebenfalls zur australischen Olympiamannschaft 2000 gehörte, und hatte mit ihr zwei Kinder, einen Sohn und eine Tochter. Ende 2001 sowie erneut im Oktober 2003 unterbrach er jeweils seine sportliche Karriere um seine Familie finanziell zu unterstützen. Im Jahr 2010 trennte sich das Paar; 2011 wurde die Ehe geschieden. Mit seiner späteren Lebensgefährtin hatte er ein Kind, das 2011 geboren wurde. Am 26. Juni 2012 starb Batman bei einem Verkehrsunfall in Marrakai, Northern Territory, als er die Kontrolle über seinen Wagen verlor. Sein Kollege Matthew Shirvington würdigte ihn auf Twitter als den „besten Allround-Sprinter, den Australien je gesehen hat“, Stabhochspringer Steve Hooker nannte ihn „wahrhaftig ein Original“.
Daniel Batman war ein direkter Nachfahre von John Batman, einem der Gründer Melbournes.

## Bestzeiten
- 100 m: 10,19 s, 22. Januar 2005, Perth
- 200 m: 20,44 s, 17. Mai 2005, Darwin
- 400 m: 45,02 s, 22. Februar 2003, Canberra
  - Halle: 45,93 s, 2. März 2003, Birmingham (Ozeanienrekord)